# Källbäcken, Gävle kommun
Källbäcken är en liten by i Hedesunda socken i Gävle kommun. Området som Källbäcken tillhör heter Bodarna. Byn finns dokumenterad från år 1642. Närmaste grannby är Kjessmansbo.